# الرب (کارولینای شمالی)
الرب (به انگلیسی: Ellerbe) شهری در ایالت کارولینای شمالی کشور ایالات متحده آمریکا است که جمعیت آن در سرشماری سال ۲۰۱۰ میلادی، ۱٬۰۵۴ نفر بوده‌است.شهرت زیاد این شهر به دلیل زندگی آندره د جاینت بوده است